# Асексуалност
Асексуалност означава липса на сексуално желание и влечение или липса на желание за секс.
Понякога може да се смята и за липса на сексуална ориентация.
Хора, които изпитват постоянна липса на сексуално влечение и желание за сексуален контакт, се наричат асексуални. В процентно изражение, според изследвания, те съставляват 1% от популацията.
Асексуалността се различава от сексуалното въздържание (въздържането от сексуални активности) и от целибата, които са поведения обичайно мотивирани от фактори като индивидуалните личностни или религиозни вярвания.
Според съвременни изследвания асексуалността се различава от сексуалните дисфункции по това, че при тях има желание, но има невъзможност (физическа или емоционално активирана) за сексуален акт, докато при асексуалността това е общо състояние и усещане.

## Асексуалност в литературата и изкуството
- Агора, един от Метабароните на Алехандро Жодоровски, е асексуален трансмъж
- разказът на Самюел Р. Делани „Aye, and Gomorrah...“ от 1969 г. разказва за общност, в която астронавтите (или „космонавтите“) са представени без пол, защото в противен случай космическата радиация би увредила репродуктивните им органи. Космонавтите на Делани търсят „фрелки“ – индивиди с фетиш към асексуалните космонавти и ги използват в замяна на пари или забавления; или евентуално – за да се освободят взаимно от самотата
- в оригиналните серии на Доктор Кой (1963 – 1989) Докторът е представен почти като асексуален, независимо от обичайния поток привлекателни млади дами, които го заобикалят. Ако се вземе под внимание, че първата партньорка на Първия Доктор, Сюзан Форман, е представена като негова внучка, често се смята, без никога да е потвърдено, че някога в младините си той е имал партньорка, с която са имали поне едно дете. Филмът Доктор Кой от 1996 предизвиква полемика сред феновете, показвайки повече от веднъж страстна целувка между Осмия Доктор и партньорката му Грейс. В новите серии (стартирали през 2005 г.) Докторът флиртува от време на време и има връзка с ромнатичен привкус с партньорката си Роз Тайлър. Актьорът Дейвид Тенант, който изпълнява Десетия Доктор, увери феновете, че тези отношения са освободени от секс и това е „любовна история без въргаляне в чаршафите“, както казва самият той
- Шерлок Холмс на сър Артър Конан Дойл често е сочен като друг герой, квинтесенция на асексуалността. Докато приятелят му доктор Уотсън е обрисуван като чаровен и, типично за стереотипа на викторианския джентълмен, в голяма степен привлечен и галантен към различните героини, дори всъщност е женен веднъж, детективът е освободен от занимания с жени извън конкретната си работа с концепцията на позицията му „Твоят отдел, Уотсън“ и дори веднъж подигравателно споделя на доктора, че „най-привлекателната жена“, която някога е познавал, е била затворничка за детеубийство, мотивирана от парите от застраховката. Въпреки всичко разказът „Скандал в Бохемия“ (първият публикуван в Strand Magazine през юли 1891 г.) представя героиня, от която Холмс изключително се възхищава (тя успява да го заблуди) и всичко това започва с откровено обяснение за асексуалността на героя така, както я вижда разказвачът – както (почти) винаги, това е доктор Джон Уотсън:

| „ | „За Шерлок Холмс тя винаги е жената. Рядко съм го чувал да я споменава по различен начин. В неговите очи тя засенчва и превъзхожда собствения си пол. Това не означава, че той е изпитвал чувство поне наподобяващо любов към Ирене Адлер. Всички емоции, и особено тази, бяха непоносими за хладното му, педантично, но възхитително балансирано съзнание. Той беше, признавам това, съвършената мислеща и наблюдаваща машина, която светът някога е познавал, но поставен в позицията на любовник, той би се намирал на грешно място. Никога не е говорил за нежни страсти без ирония или презрение. За наблюдателя те бяха възхитителни неща – великолепни за разсейване на неяснотата около мотивите и действията на мъжете. Но да признае подобни импулси в собствения си изтънчен и съвършено регулиран темперамент за школувания следовател би означавало да допусне смущаващ фактор, способен да подложи на съмнение всичките му рационални заключения. Песъчинка в чувствителен инструмент или пукнатина в собствените му мощни лупи не биха били по-обезпокоителни отколкото едно силно чувство в природа като неговата“ | “ |

- в дългогодишния сериал на телевизия Granada с Джеръми Брет в ролята на Холмс, в разширен епизод The Master Blackmailer от 1992 г., основан върху мотиви от разказа на Конан Дойл „Смъртта на Чарлз Огъст Милвъртън“, детективът очевидно развива еднократно чувства към жена, но за кратко: дегизиран като работник, за да се промъкне в дома на мошеника Милвъртън. Поставен в затруднение и неловка ситуация, той въпреки това се оказва готов дори на годеж заради преследването на негодника. Веднъж излязъл от прикритие обаче, той се връща към обичайното си поведение и отблъсква бедното момиче
- в онлайн колонката на К. Сандра Фур Boy Meets Boy и Friendly Hostility циничният Колин Шри Вастра претендира, че е асексуален. По-късно той създава връзка с най-добрия си приятел Кейлън „Фокс“ Махараса, но нивата му на романтичност и нежност изглеждат ниски – поне в началото
- Клара, една от главните героини в „Къщата на духовете“ на Исабел Алиенде, би могла да бъде интерпретирана като асексуална – в по-късните години от живота си тя изразява липса на интерес към полов акт с коментара, че той ѝ причинява единствено болки в костите
- едноименният главен герой в Точният мерник на Кърт Вонегът е асексуален заради травма от детството
- доколкото Рей Аянами никога не проявява никакви признаци на сексуален инстинкт, много фенове на Neon Genesis Evangelion вярват, че тя е асексуална, най-сексуалната ѝ реакция е платоничната ѝ любов към Шинджи Инкари. Друг герой от The End of Evangelion, Шайгиру Аоба, е категорично дефиниран като асексуален
- Ни от комикса Джони смъртоносния маниак е широко възприеман като асексуален, тъй като никога не е показвал желание за секс и няколко пъти демонстрира отвращение само при мисълта за сексуална активност. Негов е цитатът „Прекарвам достатъчно време в опити да не докосвам или да бъда докосван“, той възприема сексуалното поведение като „подчинение на физическия копнеж, всички искат да те заробят“ – по този начин той цели да се придвижи стъпка напред към края на комикса, когато ще постигне съвършено умъртвяване на всичките си емоции и вярва, че това ще го освободи
- Харухи Фуджиока от сериала High School Host Club не показва интерес към никой от половете. По време на сериала много представители и на двата пола са привлечени от нея (външният ѝ вид е андрогинен и тя често е бъркана с момче), но не изглежда тя да отвръща на този интерес, нито става ясно дали всъщност осъзнава, че хората са привлечени от нея
- няколко десетилетия Джъгхед Джоунс е вероятно единственият член от бандата на Арчи, който не е романтично заинтригуван от противоположния пол
- Ред Грант в „От Русия с любов“ на Йън Флеминг е описан като асексуален – въпреки това не става ясно дали тази особеност е предадена и във филма
- разказвачът в „Молитва за Оуен Мийни“ на Джон Ървинг изглежда асексуален. Има кратка бележка за това, че в младежките си години се е запознал с няколко благороднички и се е оказал непохватен и неспособен да прави любов с тях. В края на книгата той продължава да е девствен. В ранното си юношество разказвачът се оказва вързан лице в лице с главната героиня Хестър (която шеговито нарича себе си „Хестър Свалячката“). Въпреки че и двамата намират преживяното за неловко и неприятно, Хестър продължава сексуалните си отношения с героя от заглавието. По-натам в книгата разказвачът е наричан от останалите „непроявен хомосексуалист“, термин, използван и от борда на директорите за описание на д-р Уилбър Ларч в романа на Ървинг „Правилата на Сайдър Хаус“
- героят на Кота Хирано Монтана Макс е асексуален и в двете си превъплъщения – появява се в два комикса, които нямат връзка помежду си. В манга-романа „Койот“, който по ирония е порно-комикс, Макс твърди, че проституирането на майка му в едностайния им дом го е отблъснало от сексуалността и че единственото, за което му пука, е войната. Макс се появява като почти идентичен очевидно асексуален герой и в по-късното произведение на Хирано – „Хелсинг“ – въпреки че то няма никаква връзка с „Койот“. И в двата комикса съзнанието на Макс е патологично – доколкото той е обсесивно влюбен във войната, независимо от страданията, които тя би била в състояние да му причини
- в романа на Кери Хълм „Хора скелети“ главната героиня Керуин Холмс признава на Джо асексуалността си и категорично отрича тя да е резултат от каквото и да е насилие в някакъв момент от живота ѝ
- в романа на Хенри Хендъл Ричардсън „Помъдряване“ Лора Рамботам демонстрира пълно отсъствие на интерес към секса и сексуалността за разлика от всички останали момичета в нейното училище
- в гръцката комедия „Без пет“ Далия изразява мнение, че Спайръс Делоглу (изпълнен от Гиоргос Капуцидис е асексуален, след като той ѝ признава, че е имал сексуално преживяване „един път и половина“
- Псайко Мантис от видео-играта Metal Gear Solid е считан за асексуален заради убеждението и отвращението си от това, че „хората живеят, само за да срещнат гените си“ – въпреки че в общи линии то е израз на нежеланието му да има деца
- Паксенарион Дортансдотър героиня във фантастичната военна трилогия на Толкин „Делото на Паксенарион“ е асексуална – тя има близки приятелства с мъже и жени, но споменава, че „никога не е имала желание“ да попадне в сексуални отношения с когото и да е
- в научнофантастичния онлайн комикс „Сатурналия“ Елипсис, една от главните героини и членове на PACER, е идентифицирана като асексуална в началото на глава 10, въпреки че самата тя предпочита термина „не-сексуална“
- едноименният герой Ви от „В като вендета“ се държи асексуално – най-очевидно е това в отношенията му с героинята Иви Хамънд. В комикса Иви е на 16 години – пълнолетна според законите на Обединеното кралство – и прекарва изключително много време сама с Ви, от когото се възхищава все повече и дори е вероятно да е привлечена от него; въпреки това Ви никога не я докосва – само веднъж я моли да танцува с него

вероятните причини за това извън предположението за клинична асексуалност на Ви:
1. предвид сюжета на комикса и миналото на Ви като обект за опити в проект за етническо прочистване, не е невероятно загадъчният Ви всъщност да е хомосексуален
2. Ви ясно и преди всичко останало осъзнава Иви като своя възпитаничка – в някои отношения той се държи с нея като с дъщеря – неформално ѝ завещава дома и владенията си и дори ѝ чете приказки за лека нощ; допълнителен мотив за това отношение е фактът, че тя е сираче; в последна сметка успешната „подготовка“ на Иви като възпитаничка на Ви може да се счита за асексуално репродуциране
3. най-вероятно Ви е представен като човек, който надмогва себе си и се превръща в идея без каквато и да е човешка идентичност; доколкото сексуалността е животински инстинкт, тя престава да се отнася към него (ако допуснем, че някога изобщо се е отнасяла към него)
4. ясно е, че външният вид на Ви е чудовищно повреден в резултат на миналото му като опитен обект и е вероятно това да е причината той да се срамува от всеки опит за романтични отношения с Иви

- Кати от „На изток от Рая“ на Стайнбек е положена като асексуална героиня – авторът продължава да включва мислите си за съществуването на асексуалност: „С каква свобода биха се сдобили мъжете и жените, ако не бяха постоянно мамени, вкопчвани и подчинявани от сексуалността си! Единственият недостатък на такава свобода е, че без нея човек не би бил човек. Той би бил чудовище“ („На изток от Рая“, 1952, с. 74)
- Джон Галарди Джуниър в романа на Елън Уитлингър „Трудна любов“ непрекъснато се срамува от романтични връзки и успява да създаде връзка само с лесбийка на име Марисол – той многократно заявява, че не „изпитва привличане нито към мъже, нито към жени“
- главният герой във филма „Дони Дарко“ споменава, че смърфовете може би са асексуални
- В сериала на Showtime „Декстър“ милият убиец и герой Декстър започва като асексуален – по-късно става сексуално активен, но без видими и съществени инстинкти
- Като асексуален се води и един от главните герои на американския анимационен уеб сериал „Хазбин Хотел“ – Аластор
- В сериала по НВО „Весело обслужване“ (сезон 4, епизод 2) при първа среща мъжът съобщава на „приятелката“ си, че е асексуален. Тя знае за т.нар. спектър на асексуалността и го пита дали е също аромантичен.